# 23850 Ramaswami
23850 Ramaswami è un asteroide della fascia principale. Scoperto nel 1998, presenta un'orbita caratterizzata da un semiasse maggiore pari a 2,5564857 UA e da un'eccentricità di 0,1965534, inclinata di 8,26904° rispetto all'eclittica.